# Hylophorbus
Hylophorbus es un género de ranas de la familia Microhylidae que es endémico de la isla de Nueva Guinea. 

## Especies
Se reconocen las 15 siguientes según ASW:
- Hylophorbus atrifasciatus Kraus, 2013[2]
- Hylophorbus infulatus (Zweifel, 1972)
- Hylophorbus lengguru Ferreira, Kraus, Richards, Oliver, Günther, Trilaksono, Arida, Hamidy, Riyanto, Tjaturadi, Thébaud, Gaucher & Fouquet, 2024 [3]
- Hylophorbus maculatus Ferreira, Kraus, Richards, Oliver, Günther, Trilaksono, Arida, Hamidy, Riyanto, Tjaturadi, Thébaud, Gaucher & Fouquet, 2024[3]
- Hylophorbus monophonus Ferreira, Kraus, Richards, Oliver, Günther, Trilaksono, Arida, Hamidy, Riyanto, Tjaturadi, Thébaud, Gaucher & Fouquet, 2024[3]
- Hylophorbus nigrinus Günther, 2001
- Hylophorbus picoides Günther, 2001
- Hylophorbus proekes Kraus & Allison, 2009
- Hylophorbus rainerguentheri Richards & Oliver, 2007
- Hylophorbus richardsi Günther, 2001
- Hylophorbus rufescens Macleay, 1878
- Hylophorbus sextus Günther, 2001
- Hylophorbus sigridae Günther, Richards & Dahl, 2014[4]
- Hylophorbus tetraphonus Günther, 2001
- Hylophorbus wondiwoi Günther, 2001